# Marian Grodzki
Marian Grodzki (ur. 7 grudnia 1895 w Brodnicy, zm. wiosną 1940 w Charkowie) – kapitan lekarz Wojska Polskiego, doktor nauk medycznych, ofiara zbrodni katyńskiej.

## Życiorys
Urodził się 7 grudnia 1895 w Brodnicy. Był synem Leonarda i Heleny z domu Ślążyk. Kształcił się w rodzinnym mieście oraz w gimnazjum w Grudziądzu. Podjął studia medyczne na Uniwersytecie w Poznaniu. Podczas I wojny światowej 1914–1918 służył w szeregach Armii Cesarstwa Niemieckiego. 
Po odzyskaniu przez Polskę niepodległości został przyjęty do Wojska Polskiego dekretem w listopadzie 1918. Podczas walk o niepodległość służył w szeregach 14 pułku artylerii polowej. Został awansowany do stopnia porucznika w korpusie oficerów administracji sanitarnych ze starszeństwem z dniem 1 czerwca 1919. W latach 20. był oficerem VIII batalionu sanitarnego z Poznania. Z tej jednostki był przydzielony do Centralnej Szkoły Wojskowej Gimnastyki i Sportów w Poznaniu, gdzie w ciągu roku 1921/1922 był lekarzem szkoły, ponadto prowadził tam ćwiczenia z antropometrii, wykłady, badania lekarskie i pomiary oraz ukończył Oficerski Kurs Wychowania Fizycznego 1922/1923. W 1923 służył ponownie w VIII batalionie sanitarnym, a w 1924 jako oficer nadetatowy tej jednostki służył w Oddziale Wyszkolenia Dowództwa Okręgu Korpusu Nr VII w Poznaniu. Później był oficerem 30 pułku piechoty. W 1927 jako oficer 38 pułku piechoty w Przemyśla był odkomenderowany na studia na Uniwersytecie Poznańskim. Uzyskał stopień doktora nauk medycznych. Od 1929 był lekarzem w 3 pułku lotniczym. W 1932 jako porucznik w korpusie oficerów sanitarnych podlekarzy był w kadrze zapasowej 4 Szpitala Okręgowego w Łodzi. W 1934 był lekarzem w 57 pułku piechoty w Poznaniu. W latach 30. został awansowany na stopień kapitana. Przed 1939 był oficerem Państwowego Urzędu Wychowania Fizycznego i Przysposobienia Wojskowego.
Działał na polu sportowym. Był pierwszym prezesem założonego w Poznaniu 31 października 1926 Polskiego Związku Hokeja na Trawie.
Po wybuchu II wojny światowej, kampanii wrześniowej i agresji ZSRR na Polskę z 17 września 1939 został aresztowany przez Sowietów i przewieziony do obozu w Starobielsku. Wiosną 1940 został zamordowany przez funkcjonariuszy NKWD w Charkowie i pogrzebany potajemnie w bezimiennej mogile zbiorowej w Piatichatkach, gdzie od 17 czerwca 2000 mieści się oficjalnie Cmentarz Ofiar Totalitaryzmu w Charkowie. Figuruje na Liście Starobielskiej NKWD, pod poz. 742.

## Upamiętnienie

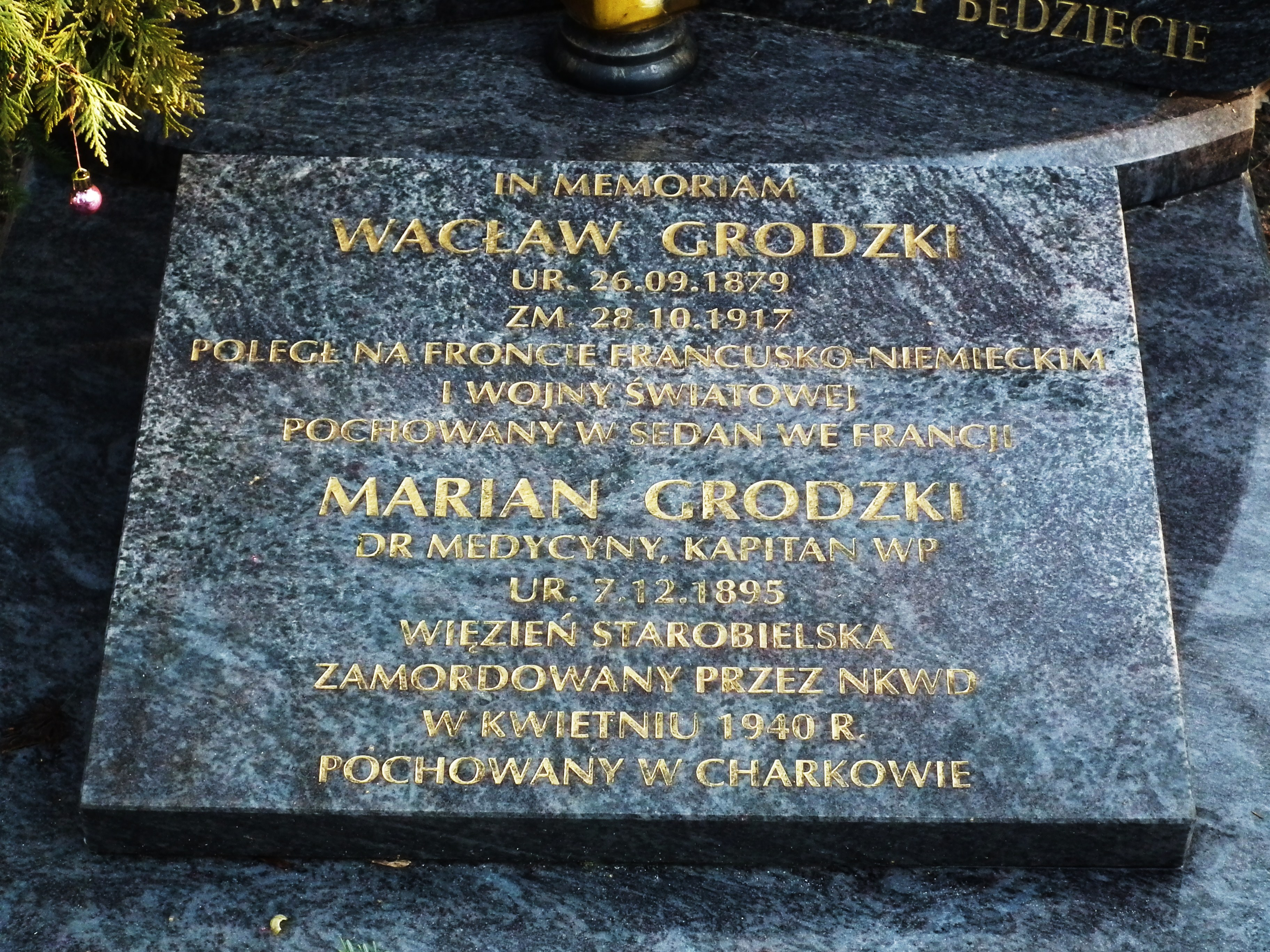
Upamiętnienie na cmentarzu Górczyńskim w Poznaniu

5 października 2007 minister obrony narodowej Aleksander Szczygło mianował go pośmiertnie na stopień majora. Awans został ogłoszony 9 listopada 2007 w Warszawie, w trakcie uroczystości „Katyń Pamiętamy – Uczcijmy Pamięć Bohaterów”.

## Ordery i odznaczenia
- Krzyż Walecznych
- Medal Pamiątkowy za Wojnę 1918–1921
- Medal Dziesięciolecia Odzyskanej Niepodległości
- Odznaka za Rany i Kontuzje